# Mamma byter bo
Mamma byter bo är en serie som går i TV4. Den handlar om familjer med barn som byter mammor. Mammorna får lära sig följa reglerna i det nya hushållet och till sist försöka ändra dessa till något bättre. Programmet är baserat på det amerikanska formatet Wife Swap. Programmet sändes även i TV3 under namnet Par på prov.

## Avsnitt

### Säsong 1
| Nr | Mammor              | Sändningsdatum | Tittarsiffror |
| -- | ------------------- | -------------- | ------------- |
| 1  | Annki och Maria     | 28 mars 2011   | 686 000       |
| 2  | Anu och Tessi       | 4 april 2011   | 620 000       |
| 3  | Tanja och Tanya     | 11 april 2011  | 718 000       |
| 4  | Ingrid och Sofia    | 18 april 2011  | 554 000       |
| 5  | Maja och Viktoria   | 2 maj 2011     | 557 000       |
| 6  | Elisabeth och Karin | 9 maj 2011     |               |
| 7  | Mona och Pernilla   | 16 maj 2011    |               |
| 8  | Camilla och Jenny   | 23 maj 2011    |               |